# شارع قرطاج (مدينة تونس)
شارع قرطاج هو أحد أهم شوارع الحي الحديث بمدينة تونس وهو يفضي إلى شارع الحبيب بورقيبة، ومن أهم معالمه المقر القديم لبلدية تونس، كما توجد به العديد من المؤسسات التجارية المختصة في بيع الآلات الميكانيكية المختلفة. ومن أهم الفضاءات التجارية البلمريوم الذي يعود بناؤه إلى بداية القرن العشرين وتم ترميمه في الثمانينات.

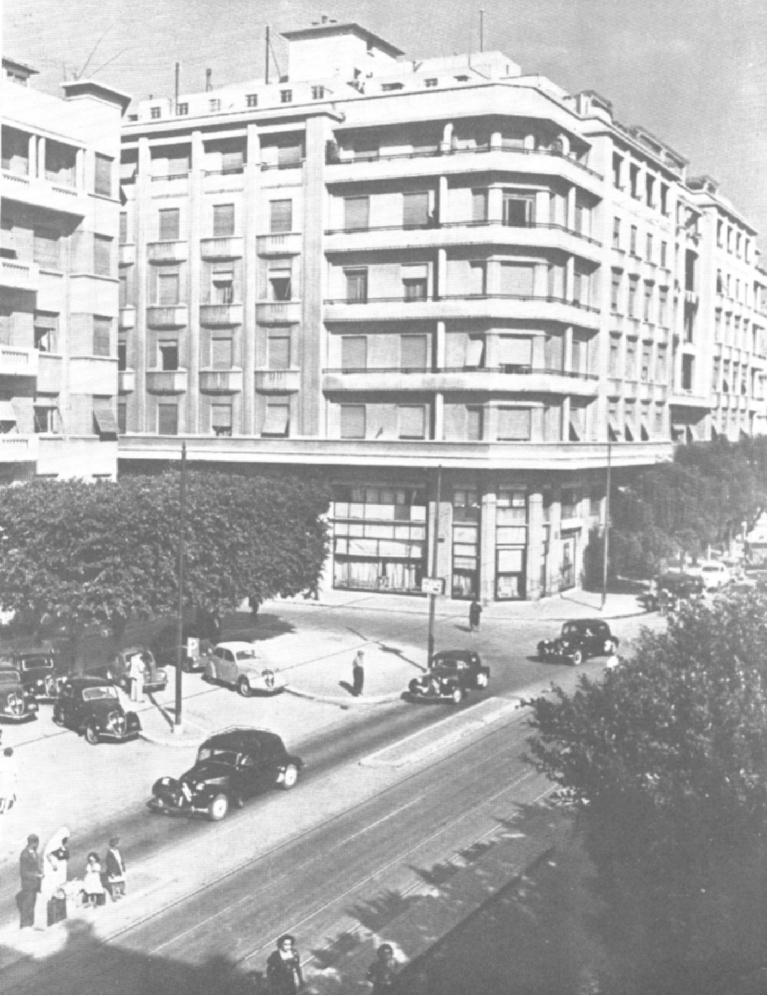
شارع قرطاج حوالي عام 1900